# Badis blosyrus
Badis blosyrus е вид бодлоперка от семейство Badidae. Видът не е застрашен от изчезване.

## Разпространение
Разпространен е в Индия (Асам и Западна Бенгалия).

## Описание
На дължина достигат до 3,4 cm.